# Lactista
Lactista is een geslacht van rechtvleugeligen uit de familie veldsprinkhanen (Acrididae). De wetenschappelijke naam van dit geslacht is voor het eerst geldig gepubliceerd in 1884 door Saussure.

## Soorten
Het geslacht Lactista omvat de volgende soorten:
- Lactista azteca Saussure, 1861
- Lactista elota Otte, 1984
- Lactista eustatia Bland, 2002
- Lactista gibbosus Saussure, 1884
- Lactista humilis Hebard, 1932
- Lactista inermus Rehn, 1900
- Lactista micrus Hebard, 1932
- Lactista pellepidus Saussure, 1884
- Lactista punctata Stål, 1873
- Lactista stramineus Erichson, 1848